# Vi tackar dig, o Jesus god
Vi tackar dig, o Jesus god är en gammal psalm i fyra verser av Christoph Vischer från 1597. Psalmen översattes av Jesper Swedberg 1694. 
Texten inleds 1695 med orden:
Wij tacke tigh, o JEsu godh!
Som rinna låt titt dyra blodh
I Koralbok för Nya psalmer, 1921 anges att det är samma melodi som till psalmerna Snart sista stunden kommen är (1921 nr 659) och Den rätt på dig, o Jesus, tror (1819 nr 582) vars melodi troligen varierat med utgivningarna.

## Publicerad som
- Nr 153 i 1695 års psalmbok under rubriken "Om Christi pino och dödh".
- Nr 96 i 1819 års psalmbok under rubriken "Jesu lidande, död och begravning: Tacksamma suckar vid Jesu kors".
- Nr 92 i Stockholms söndagsskolförenings sångbok 1882 med verserna 1-4, under rubriken "Psalmer".
- Nr 140 i Metodistkyrkans psalmbok 1896 med verserna 1-4, under rubriken "Kristi lidande och död".
- Nr 48 i Svensk söndagsskolsångbok 1908 under rubriken "Jesu lidande".
- Nr 190 i Sionstoner 1935 under rubriken "Passionstiden".
- Nr 96 i 1937 års psalmbok under rubriken "Passionstiden".
- Nr 62 i Finlandssvenska psalmboken 1986 under rubriken "Fastetiden".
- Nr 156 i Lova Herren 1988 under rubriken "Passionstiden".